# Ben Lomond (Nový Zéland)
Ben Lomond je hora v pohoří Jižních Alp nacházející se poblíž města Queenstown na novozélandském Jižním ostrově. Byl pojmenován po skotské hoře Ben Lomond pastevcem jménem Duncan McAusland. Vrchol hory leží přibližně 4 km od centra města a dosahuje výšky 1748 m n. m. Na vrchol vede turistická stezka Ben Lomond Track. Z vrcholu s výhledem na všechny strany lze vidět jezero Wakatipu, horu Queenstown Hill, pohoří The Remarkables, hory Cecil Peak a Walter Peak na opačné straně jezera. Na západ od hory se nachází malé jezero Moke Lake. Okolo hory je v nižších polohách les douglasek tisolistých, kolem hory se vyskytují ptáci linduška Anthus novaeseelandiae, medosavka novozélandská a tui zpěvný.